# 전국농학계대학최고경영자과정협의회
전국농학계대학최고경영자과정협의회는 최고경영자과정의 효율적 운영, 학술지, 기술정보지 및 도서의 간행, 농업관련 지식보급 및 정보교환을 목적으로 2006년 1월 27일 설립된 대한민국 농림수산식품부 소관의 사단법인이다. 사무실은 경기도 고양시 덕양구 원당동 산38-27, 농협대학 내에 있다.

## 주요 사업
- 전국 농학계대학 최고농업경영자과정 발전 세미나
- 전국 농학계대학 농업경영 성공사례 발표회
- 전국 농업경영 성공사례 논문집 발간 및 표창
- 전국 농학계대학 농업경영 성공사례 발표회
- 전국 농학계대학 최고농업경영자과정 과정개선 연구 수행